# Arthonia rhoidis
Arthonia rhoidis är en lavart som beskrevs av Zahlbr. Arthonia rhoidis ingår i släktet Arthonia och familjen Arthoniaceae.   Inga underarter finns listade i Catalogue of Life.